# Ла Клузац (Долина Аосте)
Ла Клузац је насеље у Италији у округу Долина Аосте, региону Долина Аосте.
Према процени из 2011. у насељу је живело 30 становника. Насеље се налази на надморској висини од 1012 м.